# Přetín (hradiště)
Přetín je pravěké hradiště nedaleko stejnojmenné vesnice u Křenic v okrese Klatovy. Nachází se na vrchu Chlumec asi jeden kilometr severozápadně od vesnice.
Hradiště objevili manželé Jaroslav Bašta a Dara Baštová, kteří v roce 1987 provedli jeho povrchový průzkum. Během něho získali pouze jediný zlomek pravěké keramiky, který neumožnil přesnější datování existence hradiště. Z opevnění lokality se dochoval maximálně jeden metr vysoký kamenný val, který obepíná vrcholovou plošinu kopce.